# 위장병학

위장병학(胃臟病學, 영어: gastroenterology)은 위창자관, 소화 기관 등을 연구하며 여러 가지 병의 치료를 전문적으로 연구하는 의학의 한 분야이다.

## 같이 보기
- 복수 (질병)
- 위암